# جامعة موسكو الحكومية للثقافة والفنون
جامعة موسكو الحكومية للثقافة والفنون، (بالروسية: Московский государственный университет культуры и искусств) مؤسسة تعليم عالي روسية تقع في مدينة موسكو تأسست عام 1930

## تأريخ الجامعة
- تأسست الجامعة في مدينة موسكو عام 1930 بأسم معهد موسكو (1930-1964)
- سميت بأسم معهد موسكو الحكومي للثقافة (1964-1994)
- تحويل الاسم إلى جامعة موسكو الحكومية للثقافة (1999-2014)
- جامعة موسكو الحكومية للثقافة والفنون في عام (2014)[1]